# Zygosporium echinosporum
Zygosporium echinosporum är en svampart som beskrevs av Bunting & E.W. Mason 1941. Zygosporium echinosporum ingår i släktet Zygosporium, divisionen sporsäcksvampar och riket svampar.   Inga underarter finns listade i Catalogue of Life.